# Ixmiquilpan
Ixmiquilpan är en kommunhuvudort i Mexiko.   Den ligger i kommunen Ixmiquilpan och delstaten Hidalgo, i den sydöstra delen av landet, 120 km norr om huvudstaden Mexico City. Ixmiquilpan ligger 1 711 meter över havet och antalet invånare är 32 474.
Terrängen runt Ixmiquilpan är kuperad åt sydväst, men åt nordost är den platt. Ixmiquilpan ligger nere i en dal. Runt Ixmiquilpan är det ganska tätbefolkat, med 96 invånare per kvadratkilometer. Ixmiquilpan är det största samhället i trakten. Trakten runt Ixmiquilpan består till största delen av jordbruksmark.